# Варгина (гора)
Гора Варгина — сопка южного Сихотэ-Алиня. Высота — 458 м над уровнем моря.
Одна из самых высоких точек города Владивостока. Находится на расстоянии 11,1 км от центра Владивостока. На этой сопке расположен самый крупный форт Владивостокской крепости — Форт № 2 (проект усиления крепости 1910 года), общая протяжённость ходов которого превышает три километра. В настоящий момент на территории форта расположено несколько воинских частей. Сопку видно из многих районов города благодаря её исключительной высоте. В хорошую погоду даже с таких удалённых районов, как БАМ и Тихая, видно радиолокационный купол ПВО.
У южного склона горы Варгина расположен бывший закрытый военный городок № 75 "Саман" (ныне территория передана муниципалитету). Также в 2010 году по склону горы выполнена прокладка газопровода Сахалин — Хабаровск — Владивосток, а неподалёку сооружена газораспределительная станция.

## См.также
Список сопок Владивостока